# Belgique au Concours Eurovision de la chanson 1959
La Belgique a participé au Concours Eurovision de la chanson 1959, alors appelé le « Grand prix Eurovision de la chanson européenne 1959 », à Cannes, en France. C'est la 4e participation belge au Concours Eurovision de la chanson.
Le pays est représenté par Bob Benny et la chanson Hou toch van mij, sélectionnés par l'Institut national de radiodiffusion (INR) au moyen d'une finale nationale.

## Sélection

### Wedstrijd voor het beste lied 1959
Le radiodiffuseur belge pour les émissions néerlandophones, la Nationaal Instituut voor de Radio-omroep (NIR), organise une finale nationale pour sélectionner l'artiste et la chanson représentant la Belgique au Concours Eurovision de la chanson 1959. 
Cette sélection nationale consistait de deux demi-finales, chacune comportant 9 chansons, la première a eu lieu le 1er février 1959 et la deuxième le 8 février 1959. La chanson gagnante d'une demi-finale accédait à la finale nationale. Les autres titres des chansons des demi-finales demeurent inconnus. La finale a eu lieu 15 février 1959. Les chansons sont interprétées en néerlandais, l'une des langues officielles de la Belgique.
Lors de cette sélection, c'est Bob Benny et la chanson Hou toch van mij qui furent choisis.

#### Finale
| Ordre | Interprète      | Chanson          | Traduction          | Place |
| ----- | --------------- | ---------------- | ------------------- | ----- |
| 1     | Jo Leemans (nl) | Levenssymphonie  | La symphonie de vie | 2     |
| 2     | Bob Benny       | Hou toch van mij | Aime-moi donc       | 1     |

## À l'Eurovision
Chaque pays avait un jury de dix personnes. Chaque membre du jury pouvait donner un point à sa chanson préférée.

### Points attribués par la Belgique
| 3 points | Pays-Bas                |
| 2 points | France Royaume-Uni      |
| 1 point  | Allemagne Italie Suisse |

### Points attribués à la Belgique
| 10 points | 9 points | 8 points    | 7 points                 | 6 points            |
| --------- | -------- | ----------- | ------------------------ | ------------------- |
|           |          |             |                          |                     |
| 5 points  | 4 points | 3 points    | 2 points                 | 1 point             |
|           |          | - Allemagne | - Danemark - Royaume-Uni | - Monaco - Pays-Bas |

Bob Benny interprète Hou toch van mij en 11e et dernière position, après le Royaume-Uni. Au terme du vote final, la Belgique termine 6e, à égalité avec l'Italie, sur 11 pays avec 9 points.